# Liste der Monuments historiques in Bignicourt-sur-Saulx
Die Liste der Monuments historiques in Bignicourt-sur-Saulx führt die Monuments historiques in der französischen Gemeinde Bignicourt-sur-Saulx auf.

## Liste der Immobilien
| Bezeichnung                     | Beschreibung | Standort            | Kennzeichnung | Schutzstatus   | Datum | Bild           |
| ------------------------------- | --- | ------------------- | ------------- | -------------- | ----- | -------------- |
| Château de Bignicourt-sur-Saulx | klassizistisches Schloss, zwischen 1806 und 1812 für den Bürgermeister des Ortes erbaut; Ausstattung teilweise erhalten; neugotische Grabkapelle, 1837; einschließlich des Taubenturms, des Backhauses und der Parkanlage | 4 Grande Rue (Lage) | PA51000008    | Classé Inscrit | 2005  | weitere Bilder |

## Liste der Objekte
| Bezeichnung                   | Beschreibung                                    | Standort                         | Kennzeichnung | Schutzstatus | Datum | Bild |
| ----------------------------- | ----------------------------------------------- | -------------------------------- | ------------- | ------------ | ----- | ---- |
| Taufbecken                    | Marmor, 17. Jahrhundert                         | in der Kirche St-Matthieu (Lage) | PM51002238    | Inscrit      | 1975  |      |
| Gemälde Heiliger Augustinus   | Ölfarbe auf Leinwand, 17. Jahrhundert           | in der Kirche St-Matthieu (Lage) | PM51002240    | Inscrit      | 1975  |      |
| Kerzenständer                 | Kupfer, 19. Jahrhundert                         | in der Kirche St-Matthieu (Lage) | PM51002241    | Inscrit      | 1975  |      |
| Skulptur Madonna mit Kind     | Holz, farbig gefasst, Ende des 15. Jahrhunderts | in der Kirche St-Matthieu (Lage) | PM51000092    | Classé       | 1959  |      |
| Wandvertäfelung der Sakristei | Holz, 18. Jahrhundert                           | in der Kirche St-Matthieu (Lage) | PM51002239    | Inscrit      | 1975  |      |